# Morogorius pallidus
Morogorius pallidus är en mångfotingart som beskrevs av Karl Wilhelm Verhoeff 1941. Morogorius pallidus ingår i släktet Morogorius och familjen Chelodesmidae. Inga underarter finns listade i Catalogue of Life.